# La fine di San Pietroburgo
La fine di San Pietroburgo (Конец Санкт-Петербурга, Konec Sankt-Peterburga) è un film del 1927 diretto da Vsevolod Illarionovič Pudovkin.

## Trama
La vicenda narrata dal film si svolge dal 1913 al 1917. Spinto dalla fame, un giovane contadino di Novgorod cerca lavoro alle officine Lebedev di San Pietroburgo dove è in corso uno sciopero contro l'aumento dei ritmi di lavoro. Pur di ottenerlo, non esita a fare il crumiro e a denunciare i capi della protesta. Successivamente, preso dal rimorso, affronta il direttore della fabbrica, richiedendo la scarcerazione dei compagni. Finisce anche lui in prigione. Ottiene la liberazione in cambio dell'arruolamento nell'esercito. Durante la prima guerra mondiale acquista una coscienza di classe e partecipa all'assalto al Palazzo d'Inverno rimanendo gravemente ferito e riscattandosi di fronte al compagno tradito e a sua moglie.

## Commento al film
Episodio centrale di una trilogia rivoluzionaria, comprendente anche La madre e Tempeste sull'Asia, La fine di San Pietroburgo fu prodotto nel decennale della Rivoluzione di Ottobre con un evidente intento celebrativo. Il carattere propagandistico e didattico del film, l'assenza di sottigliezza psicologica, la semplificazione quasi manichea dei caratteri, a partire dall'origine sociale dei personaggi, sembrano congeniali alla concezione del regista sul ruolo dell'attore come semplice prestatore di fisionomie e gestualità, e alla sua predilezione per attori non-professionisti. Tale è il protagonista Ivan Šuvelev che, quasi a sottolineare la sua funzione rappresentativa di un'intera classe sociale, viene definito unicamente come "il ragazzo". È al gioco di luci ed ombre, all'angolazione delle inquadrature, che viene sostanzialmente affidato il giudizio morale sui diversi personaggi, tra i quali il regista appare nel ruolo di un ufficiale tedesco.
Allo stesso modo, come osserva Béla Balázs nella sua opera Der Film. Werden und Wesen einen neuen Kunst (1952), la nuova Leningrado, figlia della rivoluzione viene contrapposta alla San Pietroburgo zarista. Palazzi, monumenti, statue della seconda sono visti riflessi nella Neva, immagini fluttuanti, disperse nella luce delle acque, che creano una sensazione di irrealtà fiabesca, di qualcosa che è sopravvissuta a se stessa. Gli stessi edifici, le stesse costruzioni vengono mostrati, dopo la Rivoluzione, in tutta la loro geometrica solidità.
In questo film Vsevolod Pudovkin dimostra il suo assoluto controllo sulle potenzialità espressive del montaggio, da lui individuato, in sede teorica, come elemento specifico del linguaggio cinematografico. Celeberrimo e celebrato il rapido, incalzante montaggio parallelo, in cui, al crescendo di esplosioni e morti al fronte, fa da riscontro il montare dell'euforia e della frenesia della Borsa. Cadono i soldati, crescono le quotazioni delle azioni. La forza delle immagini rende superflua qualsiasi parola.